# Wilhelm Christmas-Møller
Wilhelm Christmas-Møller (født 21. april 1931, død 27. maj 1995) var en dansk historiker, som i en årrække var knyttet til Institut for Statskundskab ved Københavns Universitet.
Christmas-Møller var cand.mag. i historie og pædagogik (1969). Sideløbende med studierne arbejdede han i Forsvarets Efterretningstjeneste. Ved folketingsvalget 1964 opstillede han som konservativ kandidat, men blev ikke valgt. Sidenhen ændrede han politisk anskuelse og blev aktiv i 1970'ernes og 80'ernes fredsbevægelse på venstrefløjen.
Blandt hans værker kan særligt fremhæves disputatsen fra 1993 om onklen John Christmas Møller, Christmas.

## Ekstern henvisninger
- Nekrolog fra Københavns Universitet (Arkiveret 10. marts 2007 hos  Wayback Machine)